# Bitter Suites to Succubi
Bitter Suites to Succubi, det femte albumet av Cradle of Filth utgivet 2001. Bandet kommenterade den som ett sätt att visa för sina fans att de fortfarande fanns kvar.

## Låtlista
1. Sin Deep My Wicked Angel
2. All Hope In Eclipse
3. Born In A Burial Gown
4. Summer Dying Fast
5. No Time To Cry
6. The Principle Of Evil Made Flesh
7. Suicide And Other Comforts
8. Dinner At Deviant's Palace
9. The Black Goddess Rises II  - Ebon Nemesis
10. Scorched Earth Erotica